# Солнечногорск
Солнечногорск (рус. Солнечногорск) град је у Русији у Московској области. Према попису становништва из 2010. у граду је живело 52.996 становника.

## Становништво
Према прелиминарним подацима са пописа, у граду је 2010. живело 52.996 становника, 5.378 (9,21%) мање него 2002.
| 1939.  | 1959.  | 1970.  | 1979.  | 1989.  | 2002.  | 2010.  |
| ------ | ------ | ------ | ------ | ------ | ------ | ------ |
| 13.548 | 24.214 | 33.482 | 47.957 | 55.554 | 58.374 | 52.944 |